# Palilula, Belgrad

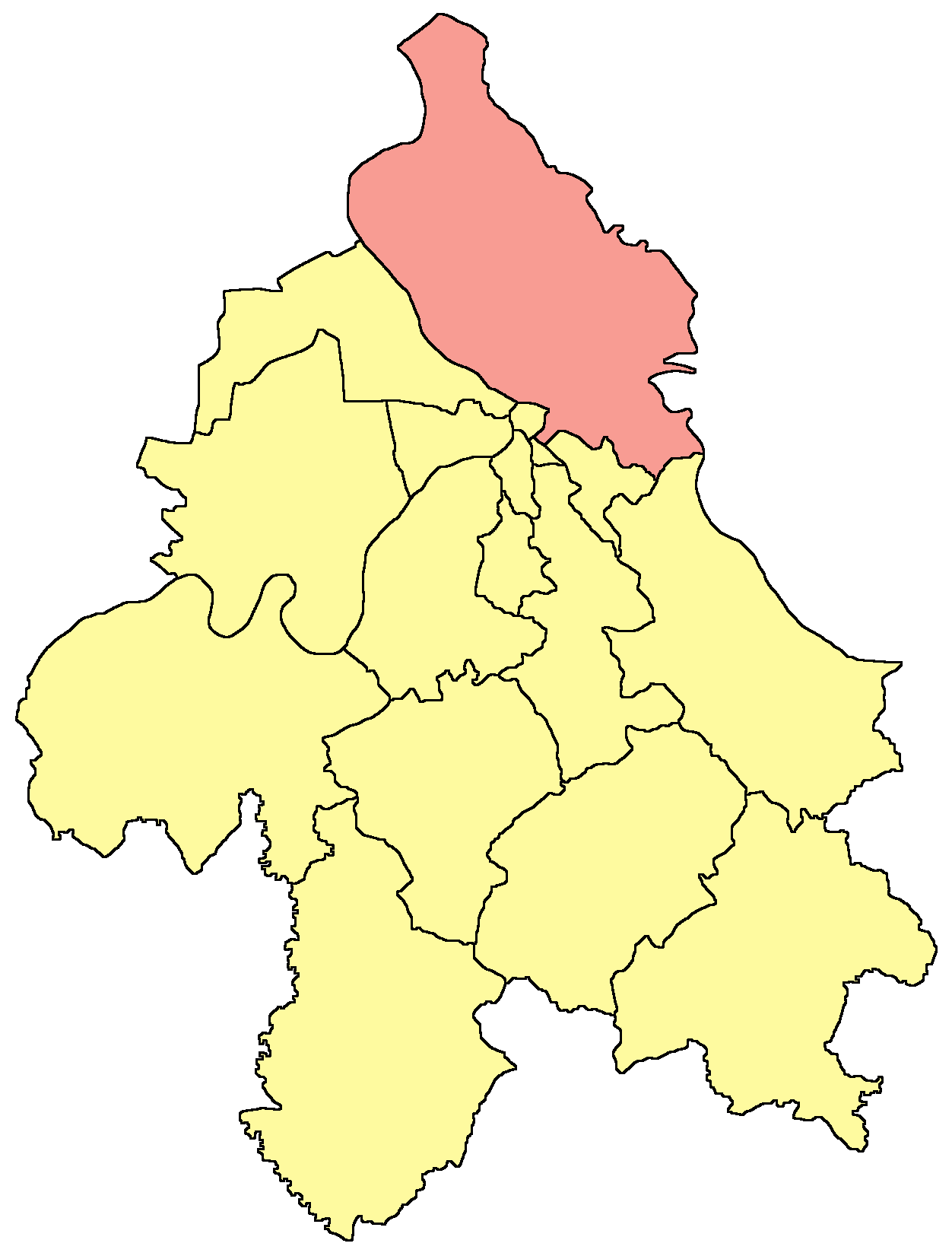
Localizarea comunei Palilula în zona metropolitană Belgrad

Palilula este o comună din Serbia Centrală, aparținând entității administrative a Belgradului. 

Comuna Palilula este situată în nord-estul ariei metropolitane Belgrad, pe amândouă țărmurile Dunării, care o împarte în două: sectorul Šumadija (pe țărmul drept) și sectorul Banat (pe țărmul stâng).
Sectorul din Šumadija se învecinează cu comunele Stari Grad la vest, Vračar și Zvezdara la sud și cu Grocka la sud-est. Are, de asemenea, un sector de frontieră fluvială cu provincia Voivodina (comuna Panciova).
Sectorul bănățean nu are frontiere terestre cu alte comune belgrădene, dar are o frontieră fluvială, pe Dunăre, cu comunele Zemun și Stari Grad. Dunărea constituie, de asemenea, frontiera vestică cu regiunea istorică Syrmia din Voivodina (comuna Stara Pazova), în timp ce râul Timiș constituie frontiera estică (comunele Panciova și Opovo). În nord, Palilula este despărțită de comuna Becicherecu Mare (satul Čenta) prin canalul Karaš, care leagă Dunărea de Timiș.

Sectorul bănățean reprezintă extremitatea sud-vestică a provinciei istorice Banat, cunoscută sub numele Pančevački Rit.

## Istoric
Comuna Palilula a fost creată în 1956. La 3 ianuarie 1957 i-a fost adăugat teritoriul fostei comune Karaburma, iar în 1965 și teritoriul fostei comune Krnjača (cu întreaga zonă Pančevački Rit).

## Localități și cartiere componente ale comunei Palilula

#### Cartiere urbane ale comunei Palilula în dreapta Dunării
| - Ada Huja - Bogoslovija - Ćalije | - Deponija - Hadžipopovac - Karaburma - Karaburma-Dunav | - Lešće - Nova Karaburma - Paliula - Profesorska Kolonija | - Rospi Ćuprija - Stara Karaburma - Tašmajdan - Viline Vode | - Višnjica - Višnjička Banja |

#### Cartiere urbane ale comunei Palilula în stânga Dunării (înBanat)
| - Blok Braća Marić - Blok Branko Momirov - Blok Grga Andrijanović - Blok Sava Kovačević - Blok Sutjeska | - Blok Zaga Malivuk - Čaplja - Dunavski Venac - Kotež - Kožara | - Krnjača - Mika Alas - Partizanski Blok - Reva |

#### Suburbii în dreapta Dunării
- Slanci
- Veliko Selo

#### Suburbii în stânga Dunării (înBanat)
| - Besni Fok - Borča - Borča Greda - Borča I - Borča II - Borča III | - Crvenka - Dunavac - Glogonjski Rit - Guvno - Irgot - Jabučki Rit | - Kovilovo - Mali Zbeg - Nova Borča - Ofcea (sârbă Ovča) - Padinska Skela - Preliv | - Pretok - Sebeš (Borčanski) - Sebeš (Ovčanski) - Stara Borča - Široka Bara - Široka Greda | - Tovilište - Vrbovski - Zrenjaninski Put |